# Schneider Grunau Baby
Schneider Grunau Baby var et ensædet svævefly, først bygget i Tyskland i 1931, og med over 6,000 eksemplarer bygget i mere end 20 lande. Flyet var relativt simpelt at bygge ud fra et sæt tegninger, det fløj godt, og det var solidt nok til at håndtere begrænset luftakrobatik og en hård landing i ny og næ.
Flyet var opkaldt efter Grunau, byen hvor Schneiders fabrik var placeret, nu Jeżów Sudecki i Polen. Intentionen var at skabe et fly der var egnet til både træning og rekreativ flyvning.

## Udvikling
Edmund Schneider konstruerede Grunau Baby i vinteren 1930/1931, i Svæveflyveskolen Grunau ("Segelflugschule Grunau", i dag Jeżów Sudecki, Polen. Edmund Schneider var dengang stort set ukendt; derfor spurgte han Wolf Hirth om han måtte benytte Hirths navn til at reklamere for Baby. Derved opstod det ønskede indtryk, at den prominente Hirth havde taget del i udviklingen.
Efter en dødsulykke med et urelateret Schneider-design i 1932 foretog Schneider en komplet overhaling af designet i samarbejde med en professionel flykonstruktør, Hugo Kromer. Resultatet var Baby II, som dannede grundlaget for alle de efterfølgende fly.
Schneider havde konstrueret Baby som et træningsfly med gode flyveegenskaber. Som i al anden konstruktion var dette et kompromis; som følge kunne glidetallet ikke følge med de rene konkurrencefly. Et af de centrale mål for udviklingen var sat som følge af den - som regel - prekære økonomiske finansielle situation, som de fleste svæveflyveklubber befandt sig i. Derfor var flyet konstrueret til at blive selvbygget på licens; Schneider sørgede for at flyet kunne bygges efter tegninger af gennemsnitlige flyveklubber med begrænset økonomisk råderum. Denne mulighed blev i stort omfang udnyttet, og derfor er det i dag ikke muligt at fastslå hvor mange „Babys“ der er blevet bygget. Wolf Hirth nævnte et tal på mellem 10.000 og 15.000 fly, men det er formodentligt mere realistisk med et tal omkring 6.000–7.000 fly. Ud af dette antal gik 4.914 stk. alene til NSFK, og senere 396 stk. til GST. Dertil kommer ca. 300 tjekkiske Zlín Z-24 såvel som 95 svenske Se-102. Der foreligger ingen data om hvor mange fly der blev bygget ved Nord i Frankrig. Men selv ved minimumstallet forbliver Grunau Baby blandt de tre svævefly der er bygget i størst antal, sammen med skoleflyet SG 38 og det militære fragtsvævefly Waco CG-4A.

## Design
Typisk for datiden var flyet udført som et højvinget monoplan med et sekskantet tværsnit af skroget, og med et åbent cockpit; det var dengang gængs visdom at en pilot skulle kunne føle så meget af luftstrømmen som muligt, for at få en bedre fornemmelse for stigende og faldende luftstrømninger, temperatur etc. Senere versioner fik en lukket hood over cockpittet.
Flyet var hovedsageligt fremstillet i træ, og skroget var beklædt med krydsfiner. Den elliptiske vinge var baseret på forskning og forsøg udført af Akaflieg Darmstadt. Vingen var afstræbet med en stræber til bunden af skroget. De første 14 inderste ribber havde "Göttingen 535"-profil. Profilen aftog ud til den 22ne ribbe, som var bi-konveks og symmetrisk og med en mindre indfaldsvinkel. Vingetipperne og forkanten af vingen indtil hovedbjælken var beklædt med krydsfiner.
Haleplanet var også afstræbet mod skroget, og uden profil; det var en flad plade. Hele empennagen var bygget af krydsfiner.
På de første fly bestod understellet tidstypisk af en gummiaffjedret mede under cockpittet, og en slæbesko af fjederstål under halen. På senere versioner af flyet fik det et affjedret monohjul.

## Operationel historie
Kurt Schmidt satte i 1933 verdensrekord i varighedsflyvning i en hjemmebygget Baby. Flyvningen foregik fra Korschenruh i det daværende Østpreussen. Han startede den 3. August kl. 07:33 og landede efter 36 timer og 36 minutter den 4. august kl. 19:58.
Kurt Schmidts rekord blev slået ved Røde Klev på øen Sild. Flyveinstruktør Ernst Jachtmann startede i en Baby II i maj 1937, og holdt flyet på vingerne i 40 timer og 55 Minutter.
I det Tredje Rige udførte Grunau Baby sammen med SG 38 og DFS Kranich grunduddannelsen for al flyvning - det Nationalsozialistisches Fliegerkorps indkøbte i alt 4.914 stk., hovedsageligt Baby IIb. Den nazistiske interesse for svæveflyvning hang sammen med forbuddet mod et luftvåben efter 1. verdenskrig; svæveflyvning blev benyttet som et smuthul for at uddanne fremtidige militære piloter. 
Efter 2. verdenskrig var det stort set alle svæveflyvende nationer, der benyttede Grunau Babys eller licensbyggede varianter som en integreret del af uddannelsen. Alene i DDR blev der bygget 396 stk. Baby IIb i årene 1952 til 1957, og flyene blev anvendt op til 1979 i foreningen Gesellschaft für Sport und Technik. Efter Berlinmurens fald blev et antal Babys taget i drift igen, og blev flyvedygtige efter en renovering.
Efter svæveflyvning blev tilladt igen i Vesttyskland efter krigen (28. April 1951) spillede Baby også her en vigtig rolle; Schleicher påbegyndte serieproduktionen af Baby III, og efter kort tid eksisterede der stort set ingen klubber der ikke havde mindst én Baby. Så sent som i 1960 var mere end 400 fly indregistreret, selv om langt mere ydedygtige typer som Schleicher K 8 eller Scheibe L-Spatz stod til rådighed. 
Alene i Danmark har der været 63 babys registreret.

## Versioner
ESG 31
Forløberen til Baby med større, men mindre avancerede vinger
Baby
Den oprindelige version, senere kaldet Baby I - en ESG31 med en forbedret vinge, baseret på Akaflieg Darmstadts arbejde. Flyet havde en spændvidde på 12,87 m, 14 m² vingeareal, en tomvægt på 98 kg og havde et åbent cockpit med en vindskærm. Det var højvinget med afstræbede vinger, og havde ydermere en sikkerhedsbardun fra midten af vingerne til bunden af skroget. Der blev bygget omkring 80 eksemplarer.
Baby II
I 1932/33 arbejdede Schneider videre med sin konstruktion. Baby II fik en vinge med 70 cm. større spændvidde og et større og mere strømlinet skrog. Efterfølgeren Baby IIa fik desuden et større sideror, en forstærket hale og en aftagelig afdækning af cockpittet. Vindskærmen sad nu fast på afdækningen.
I Scarborough, North Yorkshire i UK licensbyggede Slingsby Sailplanes omkring 15 stk. Baby II imellem 1935 og 1939 under navnet Slingsby Type 5 (T.5). Derudover leverede Slingsby et ukendt antal fly som byggesæt til selvbyggere. Det lave produktionstal kan forklares med Slingsbys hurtigt voksende produktportfolio - særligt Type 6 Kirby Kite var i direkte konkurrence med Baby II, og kort tid efter kom yderligere  Type 7 Kadet og Type 8 Tutor til.
Baby IIb
Den mest byggede version var Baby IIb som blev udrustet med Schempp-Hirth-luftbremser, et endnu større sideror, og flyet fik en større tilladt maksimalvægt.
Efter 2.verdenskrig blev der i Storbritannien bygget yderligere 50 stk. Grunau Baby IIb; disse blev licensproduceret af Elliots of Newbury under navnet EoN Baby. I Schneiders tidligere fabrik i Polen blev der også produceret, og i den tidligere Oberkärntner Flugzeugfabrik i Østrig blev der fra 1949 bygget fly igen, herunder også Grunau Baby IIb med et sideror der afveg fra det de øvrige producenter benyttede.
I Rumænien blev skoleflyet IFIL R.G.-1 udviklet på basis af Baby IIb.
I Tjekkoslovakiet blev der efter 1945 bygget ca. 300 stk. let modificerede Baby IIb under navnet Zlín Z-24. Nogle af flyene fik den lukkede hood fra DFS Kranich.
Motorbaby
I 1938 fremkom motorsvæveflyet Motor-Baby med en 13,2 kW Motor og hjul i stedet for en landingsmede. Flyet var i stand til at starte ved egen kraft. Motoren var placeret bag pilotens sæde, og drev en skubbepropel. For at give plads til propellen var flyets bagkrop fladet stærkt ud, og var firkantet i tværsnit. Der blev bygget mindst 25 eksemplarer.
Baby III
Et redesign med lukket hood over cocpittet, udført af Edmund Schneider efter han emigrerede til Australien. I Tyskland byggede Schleicher flyet i begyndelsen af 1950erne; første flyvning den 24. August 1951. Flyet adskilte sig hovedsageligt fra forgængeren med en forkortet mede, placeret foran et monohjul. Sideroret og balanceklapperne blev også ændret en smule.
Baby IV
En prototype med yderligere forbedringer, bygget af Schneider Ltd. i Australien.
Baby V
Bygget i Tyskland som tosædet skolefly med en lukket hood over cockpittet. De to sæder var i tandem, skroget var af stålrør dækket med lærred, og vingerne var fra Baby III. Der blev kun bygget seks eksemplarer.
Cumulus
Reinhard „Cumulus“ var en videreudvikling, bestående af et nykonstrueret stålrørsskrog med slanke stræbere under halen, og med vinger og hale fra Grunau Baby. Der blev fremstillet ca. 20 stk.
Øvrige
I Finland brugte PIK Baby II som grundlag for at udvikle motorsvæveflyet PIK-10 Moottoribaby. Prototypen med registreringen OH-PXA er udstillet i det Finske Flymuseum.
I Frankrig blev Baby licensbygget af Nord Aviation under navnet Nord-1300
Der blev licensproduceret 95 Babys i Norrköping, Sverige under navnet AB Flygplan Se-102. Flyene blev produceret til Flygvapnet, Det Kongelige Svenske Luftvåben.
Et ukendt antal Babys blev presset i tjeneste som krigsbytte i USA. De kom i tjeneste ved United States Army Air Corps under navnet TG-27 (Training Glider) fra 1942.
Tredive Babys blev i 1941 licensbygget under navnet Alcatraz i Brasilien af Laminação Nacional de Metais, senere kendt som CAP Companhia Aeronáutica Paulista
Hawkridge licensbyggede enkelte Grunau Baby i UK efter krigen.

## Overlevende fly
Det vil føre for vidt at opliste alle ibrugværende, udstillede eller opmagasinerede fly. Her er nogle få danske eksempler.

### I brug
Alene Dansk Svæveflyvehistorisk Klub ejer 2 flyvedygtige Babyer(OY-AXO og OY-VAX, begge Baby IIb), og en af medlemmerne ejer et tredje (OY-AXE, Baby IIb). Det vides ikke om der er fly i drift ved de danske svæveflyveklubber.

### Udstillede
Dansk Svæveflyvehistorisk Klub har 3 museumsfly, en Baby II og to Baby IIb.
Danmarks Flymuseum har en Baby IIb, OY-AUX, udstillet. Flyet har fået en lukket hood i stedet for det lille vindspejl.

### Andre
Ud over de flyvedygtige eksemplarer råder Dansk Svæveflyvehistorisk Klub over yderligere 7 Babyer, og medlemmerne ejer 3 mere. Flyenes status er ikke oplyst; formodentligt enten opmagasineret eller under restauration. Herudover må det antages at et antal fly befinder sig opmagasineret ved klubber eller privatpersoner forskellige steder i landet.

## Specifikationer (Baby IIb)
| Besætning:                      | 1 Pilot                  |  |
| Længde:                         | 6,09 m                   |  |
| Højde:                          |                          |  |
| Spændvidde:                     | 13,57 m                  |  |
| Vingeareal:                     | 14,2 m²                  |  |
| Vingebelastning:                | 17,68 kg/m²              |  |
| Vingeprofil:                    | Göttingen 535            |  |
| Sideforhold:                    | 13                       |  |
| Bedste glidetal:                | 17 ved 60 km/t           |  |
| Bedste faldhastighed:           | 0,85 m/sek ved 55 km/t   |  |
| Stallhastighed:                 | km/t                     |  |
| Max. hastighed spilstart:       | 80 km/t                  |  |
| Max. hastighed flyslæb:         | 90 km/t                  |  |
| Max. hastighed turbulens:       | km/t                     |  |
| Fritfaldshastighed, lodret dyk: | km/t med fuld luftbremse |  |
| Max. hastighed:                 | 150 km/t                 |  |
| g-begrænsning:                  | + / - ved km/t           |  |
| Tomvægt:                        | 170 kg (udrustet)        |  |
| Max. vægt:                      | 250 kg                   |  |

## Yderligere læsning
- Hardy, Michael (1982). Gliders and Sailplanes of the World. Shepperton: Ian Allan. s. 50-51.
- Coates, Andrew (1978). Jane's World Sailplanes and Motor Gliders. London: MacDonald and Jane's. s. 97.

## Eksterne links
- Wikimedia Commons har flere filer relateret til Schneider Grunau Baby
- Grunau Baby II B-2 Arkiveret 24. juni 2016 hos  Wayback Machine, Smithsonian National Air and Space Museum - En god gennemgang af flyets historie